# Rhys ab Owain
Rhys ab Owain (fallecido en 1078) fue un rey de Deheubarth en Gales del sur.
Rhys era hijo de Owain ab Edwin de la línea de Hywel Dda, y miembro de la dinastía Dinefwr. Siguió a su hermano Maredudd como rey de Deheubarth en 1072. Junto con la nobleza de Ystrad Tywi, estuvo implicado en el asesinato de Bleddyn ap Cynfyn rey de Gwynedd y Powys en 1075. 
En 1078 fue derrotado por Trahaearn ap Caradog, que había sucedido a Bleddyn en el trono de Gwynedd, en una batalla en Gwdig (Goodwick). Más tarde en el mismo año Rhys fue asesinado por Caradog ap Gruffydd de Gwent. Su derrota y muerte fueron saludadas en los anales como "venganza por la sangre de Bleddyn ap Cynfyn".
Rhys fue sucedido como rey de Deheubarth por su primo segundo, Rhys ap Tewdwr.